# The North Corridor
The North Corridor è l'ottavo album in studio del gruppo alternative metal statunitense Chevelle, pubblicato l'8 luglio 2016 dalla Epic Records.

## Tracce
1. Door to Door Cannibals – 4:35
2. Enemies – 3:29
3. Joyride (Omen) – 3:37
4. Rivers – 3:59
5. Last Days – 4:11
6. Young Wicked – 3:05
7. Warhol's Showbiz – 4:29
8. Punchline – 5:10
9. Got Burned – 3:39
10. Shot from a Cannon – 8:11

Traccia bonus della Deluxe Edition
1. A Miracle – 5:31

## Formazione
- Pete Loeffler – voce, chitarra
- Sam Loeffler – batteria
- Dean Bernardini – basso, batteria

## Classifica
| Classifica (2016)           | Posizione massima |
| --------------------------- | ----------------- |
| Australia                   | 69                |
| Canada                      | 19                |
| Nuova Zelanda (heatseekers) | 2                 |
| Stati Uniti                 | 8                 |